# 인천SSG랜더스필드

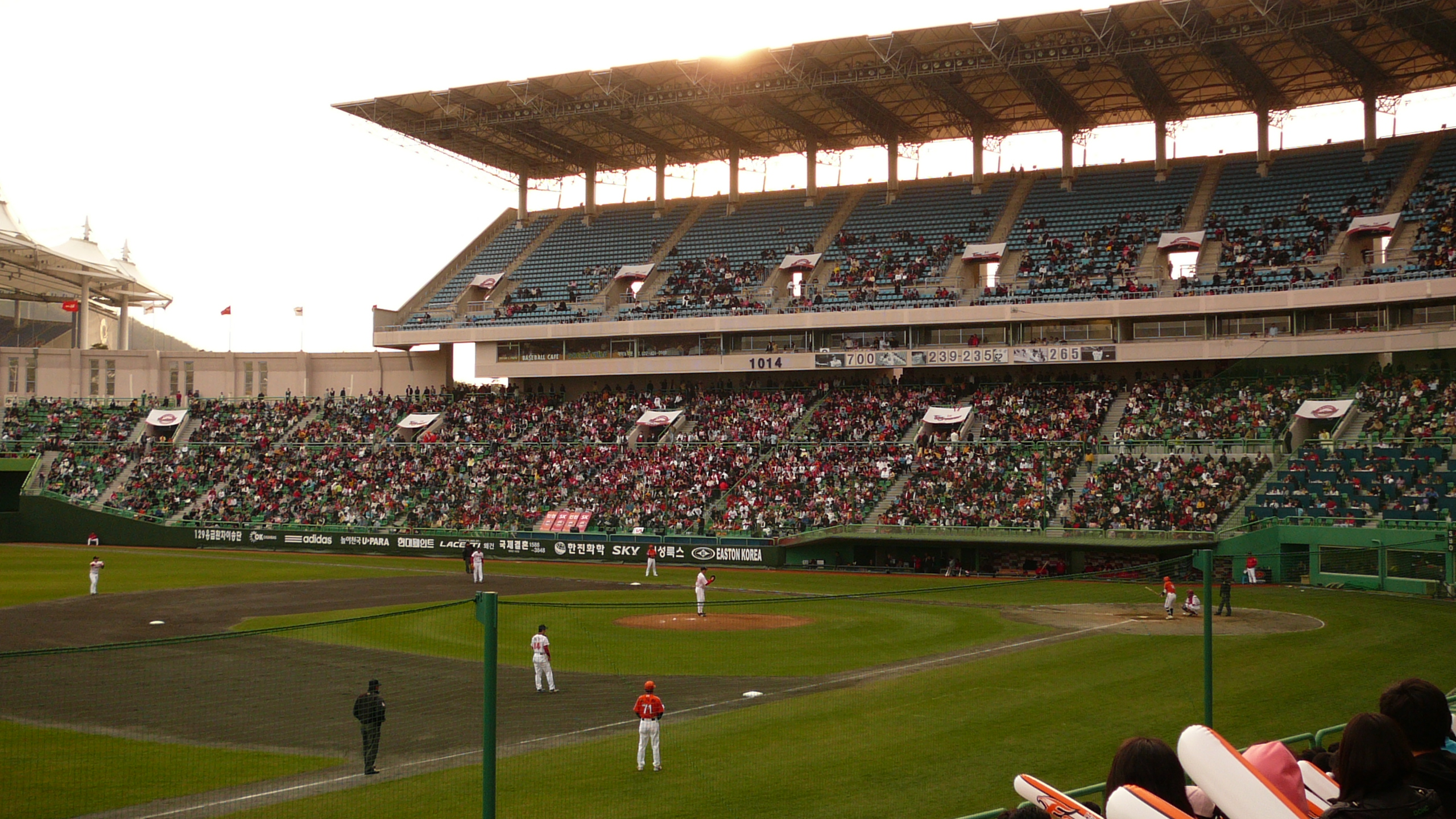
인천SSG랜더스필드 내야 전경

인천SSG랜더스필드(Incheon SSG Landers Field)는 대한민국 인천광역시 미추홀구 문학동 인천문학경기장에 있는 야구장으로 KBO 리그 SSG 랜더스의 홈구장이다. 시설은 인천광역시시설관리공단이 소유하고 있으나, 인천문학경기장 전체 관리 권한은 SSG 랜더스에 있다.

## 개요
설계 당시 미국 로스앤젤레스 다저 스타디움을 본따서 만들었다는 이야기가 전해진다. (외야석 4m 높이 외벽 설치, 외야 이원화 전광판, 샌드위치 판넬식 관중석 등) 전체적인 야구장의 모양도 다저 스타디움과 흡사하다. 사직야구장과 흡사한 크기를 보여 프로야구 홈 구장 중에서는 평균보다 약간 큰 정도의 규모이고, 천연잔디 야구장이다. 개장 당시 그라운드 펜스 규모는 좌우 95m, 중견 120m, 외야 펜스의 높이 2.8m. 대한민국 야구장 중 최초로 외야에 투수 불펜을 설치하여, 투수들이 안전하게 몸을 풀 수 있도록 마련되었다. 2009년 외야석 일부를 바비큐 존으로 변경하고, 내야석에도 탁자 지정석을 두 배로 늘리면서 좌석수가 기존 30,400석에서 27,800석으로 줄어들었다. 또 내야의 상층 전부와 하층 일부를 비로부터 막아주는 지붕이 설치되어 있다.
2008년 도원동의 숭의야구장이 도시 재생 계획의 일환으로 철거되면서, 정식 프로 야구 경기를 치를 수 있는 인천광역시 내의 야구 경기장은 문학 경기장이 유일무이하다. 2014년 아시안 게임 개최를 앞두고, 송도 LNG 기지 체육공원에 소형 야구장 3면을 건립했으며, 서구 인천아시아드경기장 주변에 중소형 야구장을 건립할 계획이 검토된 적이 있었다.
SSG 랜더스 홈 경기 이외에 아마추어 야구 시합에에도 개방되어 제6회 아시아 청소년 야구선수권·한국티볼협회 전국 초등학생 티볼대회·신세계 이마트배 전국고교야구대회 결승전 등의 경기가 개최되었다. 프로 야구 시즌이 아닐 때에는 구장을 빌리는 일도 가능하므로, 2002년·2005년·2008년·2024년 총 4번  이 곳에서 프로야구 올스타전이 개최되었으며 돔 구장을 제외한 현존 KBO 리그 1군 홈구장 중 유일하게 장외홈런이 나오지 않았다.

## 역사
- 1994년 - 전국체육대회 개최를 위한 인천문학종합경기장 건립 사업의 일환으로, 야구장·주경기장 동시 착공.
- 2002년 - 인천문학경기장이 완공되면서 부지 내의 주경기장과 함께 개장.
- 2005년 - 개장 초부터 그라운드 내의 흙은 적토가 사용되고 있었지만 배수가 좋지 못해 흑토로 바꿈.
- 2007년 - 3루 스카이박스 윗편에 폭 70m 길이의 가로 전광판이 대한민국 최초로 설치, 초대형 에어 바운스 어린이 놀이터 '와이번스 랜드' 개장, SK 와이번스가 처음으로 문학야구장에서 한국시리즈 우승을 달성.
- 2008년 - 어린이 놀이시설 3루 관중석 뒤로 이전, 어린이용 모노레일(와이번스 트랩) 설치 및 개장.
- 2009년 - 프리미엄 관중석(1·3루측 덕아웃 옆 프렌들리 존, 1루측 외야석에 바비큐 존, 1·3루 내야 2층 관중석 패밀리 존)설치, 오픈형매장 와이번스 샵 설치, 1루 2층 입구 통로에 인조잔디를 깔고 피크닉 게이트로 명명. W클럽 멤버십 전용입구 설치, 수유실 설치(3층 중앙)
- 2010년 - 3루 측 외야 일부에 잔디밭 관람석(그린존) 설치, 외야 펜스와 외야 관중석 사이의 공간을 활용하여 홈런 커플존을 조성(2인 테이블석), 구장 외곽 주변에 청소년 스포츠 파크 조성(미니 야구장), 1루측 1층 복도 화장실을 개보수하여 23평 규모의 여성 전용 파우더룸 설치, 스카이박스 20개에서 40개로 확대, 오른쪽 기록 전광판에 투구수 표시(스트라이크 수, 볼 수, 총 투구수), 31.2㎾급 태양광 발전장치 2개소 신설(1,3루 외야 상단 뒤쪽)
- 2011년 - 그린 존 내부 상단에 정자 2개소 신설, 100kw급 태양광 발전장치 3개소 신설, 그린존 우측에 가족 단위 관람과 직장인 단체 회식 장소로 유용한 4,6,8인 외야 파티 데크 설치, 1·3루 응원단상 앞 각 3개 블록 응원지정석 신설(홍구존, 기존 좌석을 접이식 의자로 교체), 스카이박스 내부에 있는 의자를 기존의 플라스틱에서 쿠션이 있는 의자로 교체.
- 2012년 - 중앙 펜스 뒤 쉐보레 홍보용 자동차 설치
- 2012년 - 포수 뒤 파울 존 일부를 천연잔디에서 인조잔디로 교체
- 2014년 - 포수 뒤 파울 존 일부의 인조잔디를 천연잔디로 재교체. 클럽하우스와 감독실, 훈련실, 기록분석실 등 리모델링, 펜스를 메이저리그급 펜스로 교체
- 2015년 - 포수 뒤 포수 후면석 신설(라이브존) 및 기록실 이전, 음향설비 재구축, 내야 4층 와이드존 설치, 외야 하이트클럽 설치, 일반석 좌석 교체, 시야를 방해했던 4층 난간을 넓은 전망과 안전을 고려한 투명 강화유리 난간으로 교체, 인천 SK 행복드림구장으로 구장명 변경
- 2016년 - 기존 전광판을 철거하고 가로 63m, 세로 18m의 초대형 전광판(공식명칭 : 빅 보드)을 신설, 관람객 편의를 위한 안내사인물 대대적 보강작업 진행, 의자지정석 및 프렌들리존 관람석 1,241개 교체, 지하주차장 LED 안내판 설치 통해 경기종료 후 주변교통흐름 정보 제공, 3루 내야 복도 입구에 ‘뉴키즈존’(캐릭터존&포토존, 유아방, B TV존) 조성, 덕아웃 펜스 높이 보강
- 2017년 - 그린존, 바비큐존, 미니스카이박스, 외야패밀리존의 좌석수를 기존의 2배로 확장, 1루 응원단상 확장, 내야 4층 스카이탁자석 신설, 3루 내야 리본보드(띠전광판) 확장, 3루 1층 복도 공간에 'W D-PARK'(디지털 스크린 스포츠 체험 공간) 신설, 그린존 후면 및 1루측 외야 후면에 '타요 키즈놀이공간'(어린이 놀이시설) 조성, 1루 1층에 'W Gallery'(인천야구 변천사, SK와이번스 히스토리월, 스포테인먼트, 레전드 플레이어 등 전시) 신설, 야구장 입구 동선에 'W Road'(야외 포토존) 신설, 전체 출입구에 스피드 게이트 설치.
- 2021년 - SSG 랜더스 출범에 따라 구장 명칭이 인천SSG랜더스필드로 변경
- 2022년 - SSG 랜더스가 구단 개편 이후 처음으로, 프랜차이즈 역사 2번째로 인천SSG랜더스필드에서 한국시리즈 우승 달성

## 설비

### 전광판
대한민국 유일의 각 14.72m X 8.32m 규모의 완전히 분리된 외야 이원화 전광판을 보유하고 있었다. 2016년 빅 보드의 신설로 이 두 개의 전광판은 철거되었다.

#### 기록 전광판
- 2002년 개장 당시부터 있었던 기록 게시판은 외야 우측에 위치하고 있다. 표시 방식에는 상단부에 각 이닝별 (12회까지 표시 가능) 득점 상황 및 총 득점을 표시한다. 이 부분에서 기입 가능한 최고 숫자는 9이며 10 이후부터는 영문자 A,B,C,D,E... 순으로 표기한다.
- 좌측에는 원정 팀의 라인업이 표시되고 우측에는 홈 팀의 라인업이 표시된다. 가운데에는 안타, 에러, 볼넷의 기록과 심판 정보, 볼 카운트 및 간단한 타자 정보가 표시되며 하단에는 구속이 측정된다. 이 구장의 스피드건은 다른 구장에 비해 후하다는 평가를 받고 있다.
- 2010년부터 투수의 투구 수가 표시된다.
- 2016년 빅 보드의 신설로 철거되었다.

#### 풀컬러 전광판

빅보드 신설 이전, 1루 외야에서 바라본 전광판의 모습

- 2002년 개장 당시부터 있었던 풀컬러 전광판은 외야 좌측에 위치하고 있다. 이 전광판은 이닝 중간에 광고, 타자의 상세 정보, 치어리더 응원 영상 및 관중 응원 영상, 각종 이벤트 동영상, 리플레이 장면 등이 표시된다.
- 2016년 빅 보드의 신설로 철거되었다.

#### 가로 전광판
- 2007년 4월 3일, 3루쪽에 6억원을 들여 가로 72m 폭 1.4m의 가로 전광판(리본 보드)을 대한민국 최초로 설치했다. 야구 관련 문구나 문자 메시지를 이용한 관중의 응원 문구 또는 스폰서들의 광고가 실리고 인천 연고 프로 야구단의 전통적 응원가인 '연안부두'의 가사가 표시되는 곳이다.
- 2007년 4월 3일, 홈런을 칠 때 외야에 와이번스를 상징하는 첫 글자 "W"모양의 5m짜리 대형 분수가 나오도록 했으며, 분수가 나올 때 항구 도시 인천을 상징하는 뱃고동 소리도 함께 울려 퍼진다.

#### 빅 보드

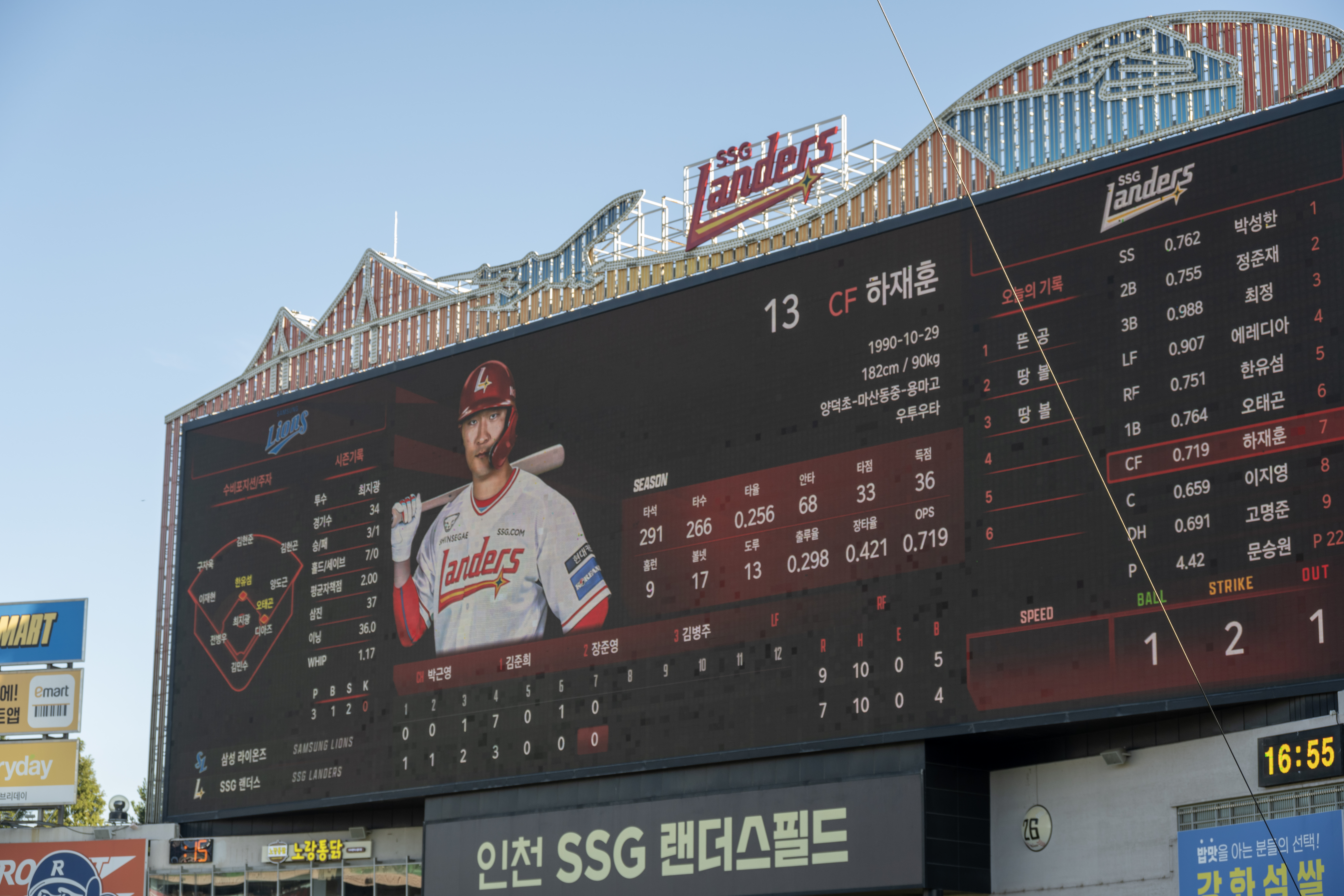
2024년의 빅 보드 (경기 중 촬영)

- 2016년 기존의 기록 게시판과 풀컬러 전광판을 철거하고 세계 최고 수준 전광판인 '빅 보드'를 설치
- 공사비 약 70여억, 가로 63.398m, 세로 17.962m, 총 면적 1,138.75m2 규모로 현재 전세계 야구장 가운데 최대 규모를 자랑하는 시애틀 매리너스의 세이프코 필드보다 총면적에서 77.41m2가 더 큰 세계 최대 규모이다.[3]
- 전광판의 크기(BIG)를 부각시키고 팀의 승리(VICtory)를 기원하는 의미를 담아 신규 전광판의 명칭을 ‘빅보드’로 명명했다.
- 빅 보드의 위 장식은 인천대교, 인천국제공항, 인천항을 의미한다.
- 2020년 SK 와이번스의 CI 변경과 2021년 신세계그룹으로의 인수로 인한 SSG 랜더스로 개편된 것에 따라, 빅 보드 위에 있는 구단 이름 표기는 설치 시점과 달리 바뀌었다. 2024년 현재 SSG 랜더스의 CI가 빅보드 위 장식에 표시되어있다.

### 명예의 전당
- 외야 오른쪽 벽에 박경완의 등번호 26번이 박혀 있다.
- 내야 1루에 2007년, 2008년, 2010년, 2018년, 2022년 우승 엠블럼이 박혀있다.

### 스프링클러 오작동
- 2007년 6월 22일, SK 3루수 최정이 4회 2사에서 2루타를 친 후 갑자기 그라운드에서 스프링클러가 작동되어서 경기가 약 2분간 중지되었다. 후에 관계자는 "경기가 없는 날 잔디 관리를 위해 스프링클러를 가동하는데, 시설관리공단이 시간을 잘못 맞춘 것 같다"고 해명하였다.
- 2008년 9월 14일, 6회 1사  한화 내야수 김태균의 타석에서 스프링클러의 오작동으로 인해 경기가 약 2분간 중지되었다.
- 2014년 7월 15일, 한화 이글스와 경기 중 외야 스프링클러가 오작동해 경기가 약 2분간 중지되었다.

## 사진

### 주요 시설 및 주변

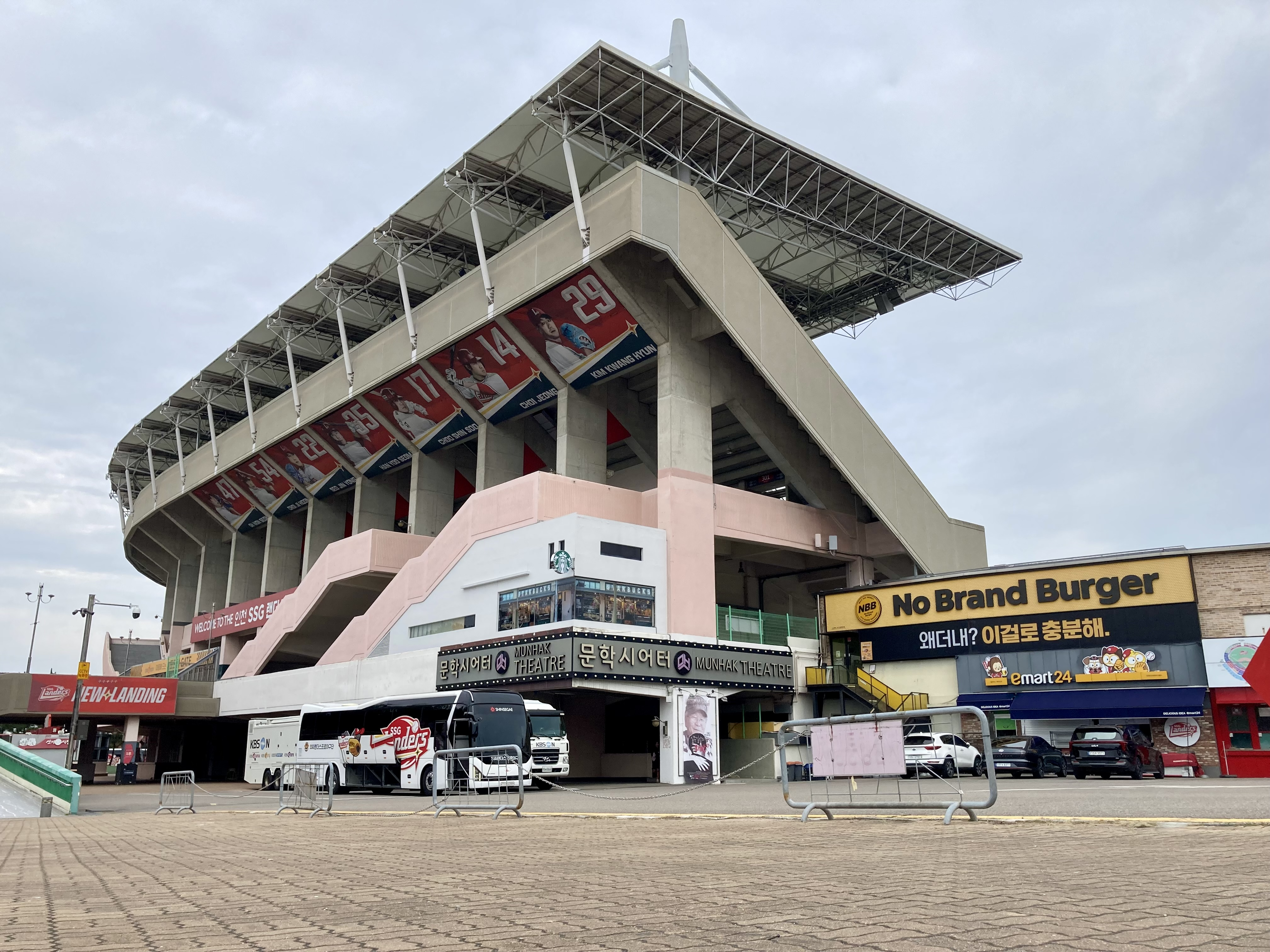
SSG랜더스필드(2024년)
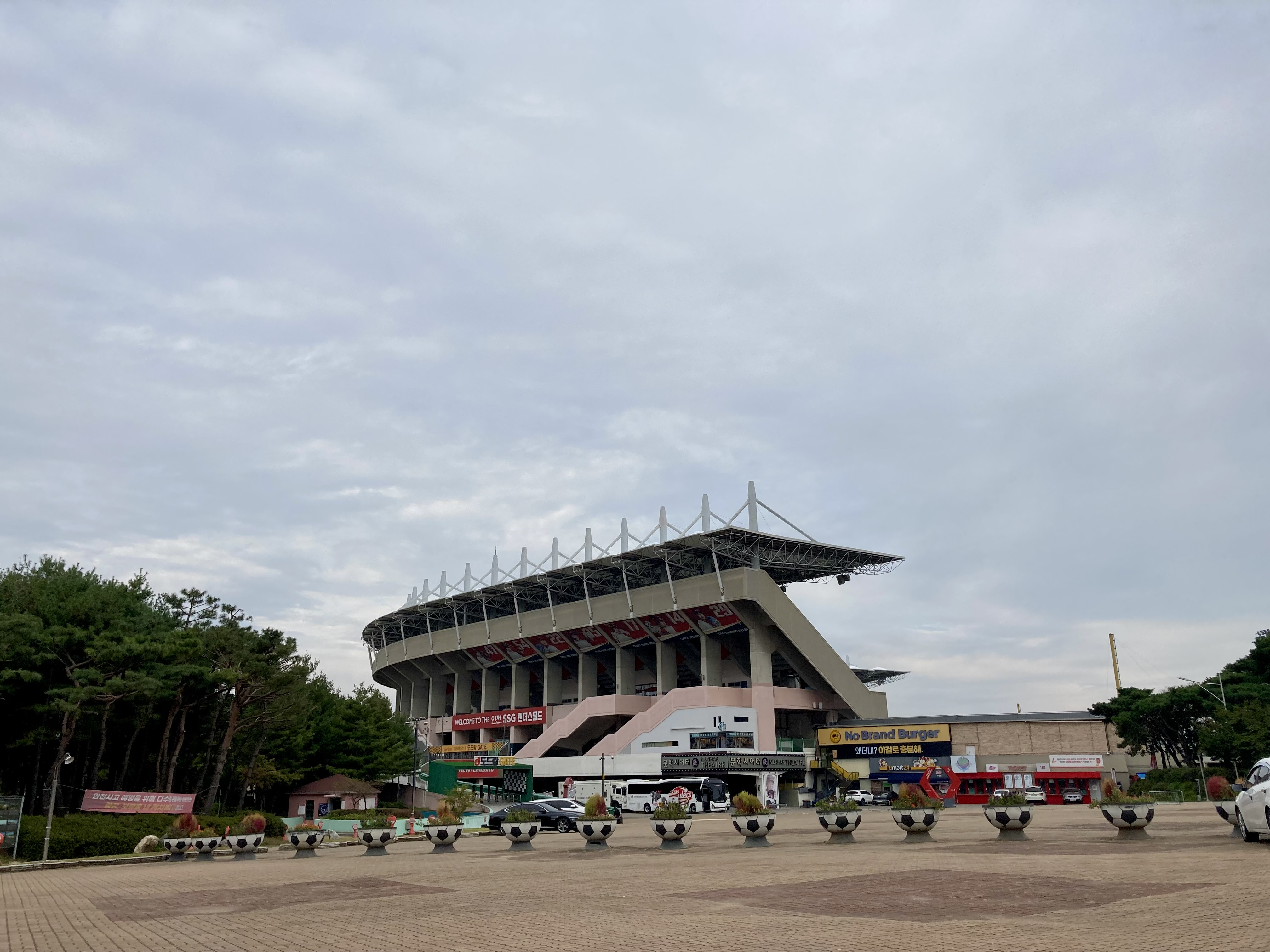
외관 전경 (2024년)
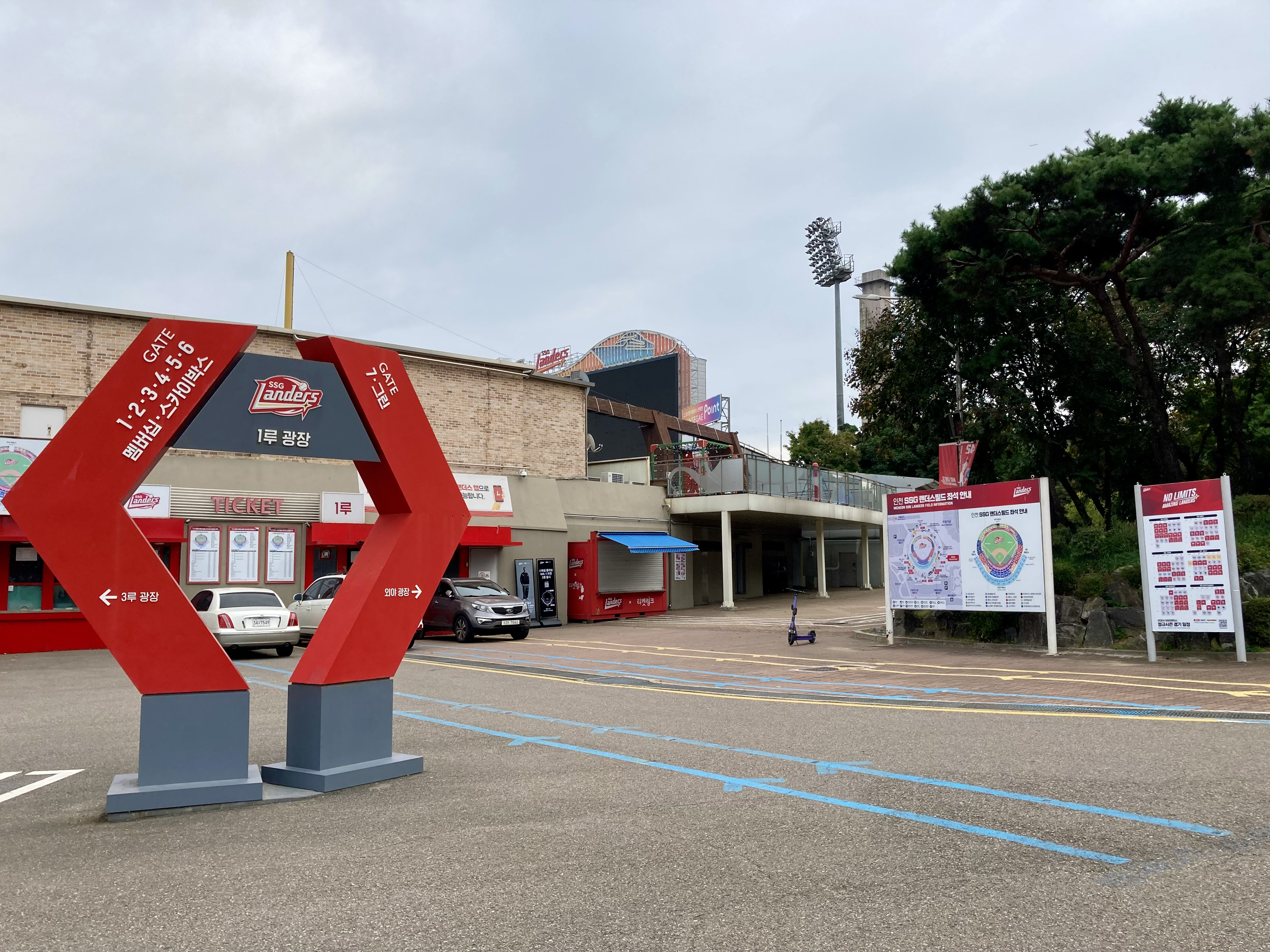
SSG랜더스 조형물
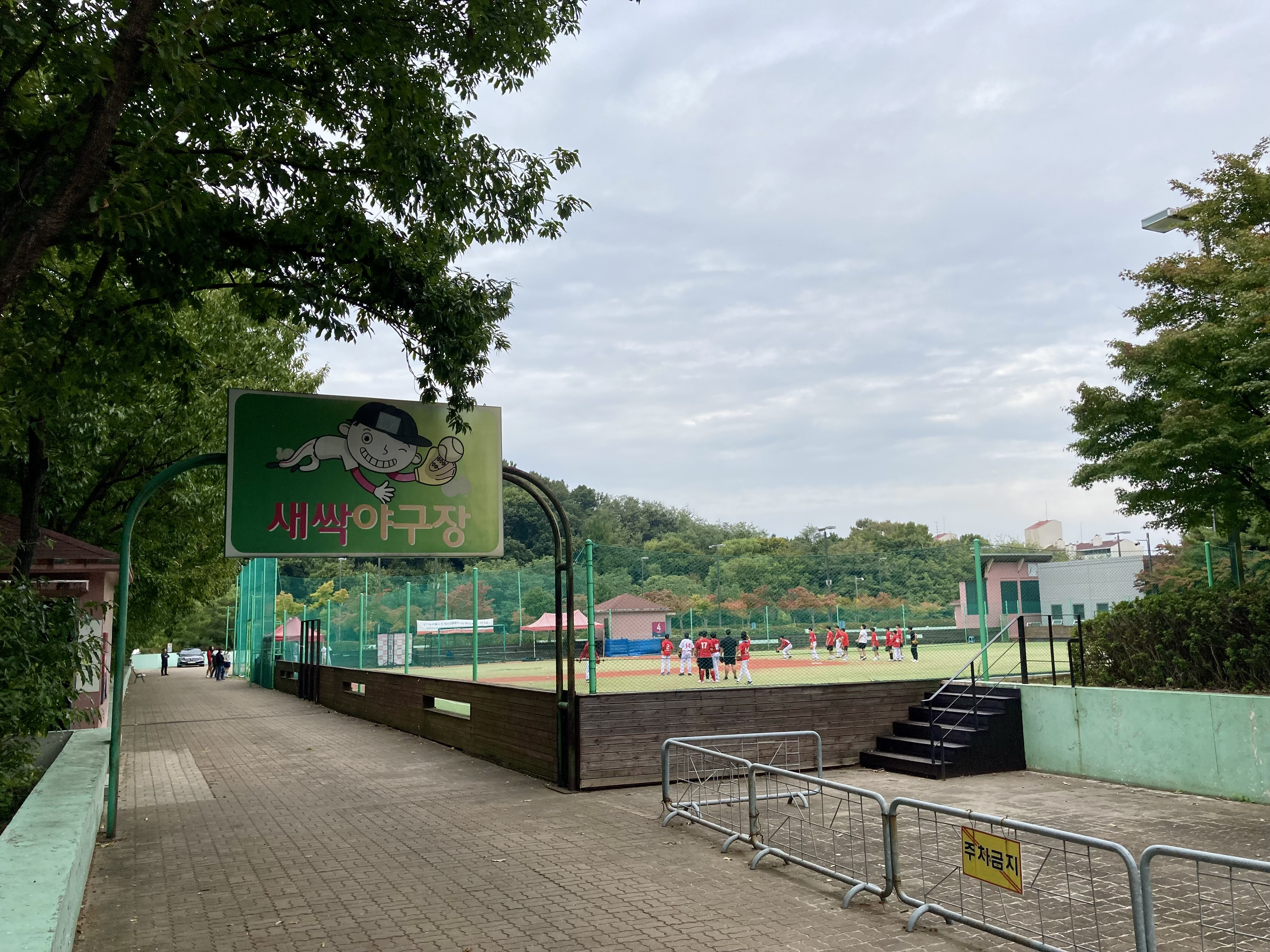
SSG새싹야구장

## 문제점
- 특유의 내야 복층, 외야는 트인 단층으로 구성되어 있어서 해가 질 무렵(하계 5시 전후)에 서쪽(1루측)으로부터 들어오는 빛의 일부가 내야 복층과 맞부딪혀 내야에 그림자가 생겨 경기에 지장을 주는 것이 문제로 지적되고 있다.

#### 그린존 외벽 철거
- 2010년 시즌 전, 구단이 그린존을 만들면서 외벽을 철거하였다. 문학야구장은 높은 지대에 있어 바람이 센 곳인데 왼쪽 담장이 없어진 후 바람이 왼쪽 담장 쪽으로 빠져나가면서 바람 탄 홈런이 많이 나온다는 지적을 받기도 하였다.[4][5][6][7]

## 인천문학경기장
2013년 11월 SK 와이번스(現 SSG 랜더스)가 민간 위탁 운영자로 선정되었고, 2014년 1월부터 문학경기장 인천문학경기장 주경기장과 문학야구장을 둘 다 운영하고 있다.

## 이모저모
- 2011년 9월 1일에 LG 트윈스와 SK 와이번스에서도 서로 엎치락 뒤치락 경기를 하다 10회말에서 SK 와이번스가 끝내기 역전승을 거뒀다.
- 2011년 9월 9일에 롯데 자이언츠와 SK 와이번스와의 경기에서도 처음에는 롯데 자이언츠가 앞서듯 싶더니, 8회말과 9회말에는 SK 와이번스가 금세 대량득점을 따내 따라붙어 동점이 되었다. 그래서 10회초에 롯데 자이언츠가 손아섭이 솔로 홈런으로 앞서나갔지만 10회말에 곧바로 SK 와이번스는 역전을 하여 끝내기 승리하였다.
- 2013년 5월 8일에 두산 베어스와 SK 와이번스와의 경기에서 처음엔 두산 베어스가 대량 득점으로 앞설 듯했지만 시간이 지날 수록 SK 와이번스가 동점까지 따라붙었고 9회말에 결국 끝내기 승리로 SK 와이번스가 이 어려운 일을 해냈다. 결과는 13대 12로 SK 와이번스의 승리였다.
- 2013년 9월 12일에 두산 베어스와 SK 와이번스 경기에서 처음에는 SK 와이번스가 7점 등으로 크게 앞서갔으나 8회초와 9회초부터 두산 베어스가 대량 득점으로 크게 앞서면서 결과는 9대 7로 두산 베어스가 승리하였다.
- 2017년 7월 5일에 KIA 타이거즈와 SK 와이번스 경기에서는 말 그대로 최종 승자가 누군지 모를 정도로 막상 막하 경기였다.[8] 최종 승자는 SK 와이번스가 18대 17로 KIA 타이거즈를 이겼다.
- 2018년 KBO 포스트시즌(11월 2일)에서는 그야말로 짜릿한 경기였다. 넥센 히어로즈와 SK 와이번스 경기에서는 6회초부터 넥센 히어로즈가 득점을 얻었지만 이어 6회말에는 SK 와이번스가 역전승했다. 8회말까지는 여전히 SK 와이번스의 승리로 기울일듯 싶었는데 9회초에 넥센 히어로즈가 점점 점수를 좁일 듯 싶었더니 송구 실책을 범하는 바람에 경기가 끝나지 않았고, 박병호의 투런 홈런으로 기여코 동점이 되고 만다. 9회말에는 SK 와이번스가 점수를 얻지 못하여 결국엔 연장전으로 돌입했고, 10회초에 넥센 히어로즈가 역전하였다. 하지만, 곧바로 10회말에 SK 와이번스는 백투백 홈런을 하면서 기적적으로 승자는 SK 와이번스가 되었다. 그리고, SK 와이번스의 승리로 SK 와이번스가 오랜만에 2018년 한국시리즈에 진출하게 되었다.
- 2019년 KBO 포스트시즌(10월 15일) 경기에서 키움 히어로즈와 SK 와이번스의 경기에서는 서로 엎치락 뒤치락하면서 팽팽히 경기를 했는데 키움 히어로즈가 8회초부터 역전승을 거두었다.
- 2020년 10월 30일 이미 2020년 KBO 포스트시즌에서는 탈락 확정된 SK 와이번스가 3위 LG 트윈스를 3대 2로 승리하면서 LG 트윈스의 발목을 잡아서 같은 시간에 서울종합운동장 야구장에서 2대 0으로 키움 히어로즈를 누른 두산 베어스에게 3위를 내주게 했다.
- 2021년 5월 21일 LG 트윈스와 SSG 랜더스와의 경기에서 처음에는 SSG 랜더스가 쉽게 앞섰다. 그러나, 후반으로 갈수록 LG 트윈스도 조금씩 조금씩 득점을 내면서 따라잡았고, 특히 9회초에 3득점을 내면서 마침내 LG 트윈스가 역전까지 했으나 9회말에 LG 트윈스가 곧바로 SSG 랜더스에게 동점을 내주고 말았다. 이어 9회말 만루 상황에서 이재원이 친 공이 3루수에 잡혀 포수에게 패스해 홈으로 뛰어드려던 추신수를 잡을 참이었다. 하지만, 추신수는 곧바로 3루로 귀루하여 태그 아웃을 시키지는 못했고, 그 사이에 2루 주자가 3루로 뛰어들었다. 그런데, 2루에서 3루로 뛰어들었던 선수가 곧바로 2루로 귀루할 움직임이 보이자, 이에 포수는 2루 주자를 아웃시킬 생각이었고, 3루수에게 던져 아웃이 되었다. 하지만, 그 때에는 1아웃이었기 때문에 2아웃으로 늘었을 뿐 아니라 이 사이에 추신수가 다시 홈으로 뛰어들어 끝내기가 되었다.[9] 결국 이 바람에 SSG 랜더스는 6대 5로 수비 혼란 틈을 통해서 좀 황당한 끝내기 승리를 가져가게 되었다.

| 일자             | 원정팀        | 점수  | 홈팀        | 장소               |
| ---------------- | ------------- | ----- | ----------- | ------------------ |
| 2011년 9월 1일   | LG 트윈스     | 6:7   | SK 와이번스 | 문학야구장         |
| 2011년 9월 9일   | 롯데 자이언츠 | 9:10  | SK 와이번스 | 문학야구장         |
| 2013년 5월 8일   | 두산 베어스   | 12:13 | SK 와이번스 | 문학야구장         |
| 2013년 9월 12일  | 두산 베어스   | 9:7   | SK 와이번스 | 문학야구장         |
| 2014년 6월 4일   | 두산 베어스   | 7:8   | SK 와이번스 | 문학야구장         |
| 2015년 5월 14일  | 두산 베어스   | 8:9   | SK 와이번스 | 인천SK행복드림구장 |
| 2016년 6월 26일  | 두산 베어스   | 5:6   | SK 와이번스 | 인천SK행복드림구장 |
| 2017년 7월 5일   | KIA 타이거즈  | 17:18 | SK 와이번스 | 인천SK행복드림구장 |
| 2018년 4월 25일  | 두산 베어스   | 6:7   | SK 와이번스 | 인천SK행복드림구장 |
| 2018년 11월 2일  | 넥센 히어로즈 | 10:11 | SK 와이번스 | 인천SK행복드림구장 |
| 2019년 10월 15일 | 키움 히어로즈 | 8:7   | SK 와이번스 | 인천SK행복드림구장 |

## 가까운 역
- 문학경기장역 (● 인천 도시철도 1호선)

## 같이 보기
- 대한민국의 야구 경기장 목록